# 81a Mostra Internacional de Cinema de Venècia
La 81a Mostra Internacional de Cinema de Venècia es va celebrar del 28 d'agost al 7 de setembre de 2024, al Lido de Venècia a Itàlia. El Beetlejuice Beetlejuice de Tim Burton va obrir el festival el 28 d'agost de 2024,, mentre que L'orto americano de Pupi Avati va tancar el 7 de setembre de 2024.
L'actriu francesa Isabelle Huppert va ser presidenta del jurat de la competició principal. L'actriu i model italiana Sveva Alviti va ser la seu de les cerimònies d'obertura i clausura. The Room Next Door de Pedro Almodóvar va ser guardonat amb el Lleó d'Or.
El cineasta australià Peter Weir i l'actriu estatunidenc Sigourney Weaver van rebre el Lleó d'Or per la carrera durant el festival.

## Jurats

### Competició principal (Venezia 81)
- Isabelle Huppert, actriu francessa - Presidenta del jurat[8]
- James Gray, cineaste estatunidenc[9]
- Andrew Haigh, cineasta britànic
- Agnieszka Holland, cineasta polonesa
- Kleber Mendonça Filho, cineasta, productor i crític de cinema brasiler
- Abderrahmane Sissako, cineasta maurità
- Giuseppe Tornatore, cineasta italià
- Julia von Heinz, cineasta alemanya
- Zhang Ziyi, actriu xinesa

### Horitzons (Orizzonti)
- Debra Granik, cineasta i directora de fotografia estatunidenca - Presidenta del jurat[10]
- Ali Asgari, cineasta i productor iranià
- Soudade Kaadan, cineasta siriana
- Christos Nikou, cineasta grec
- Tuva Novotny, actriu i directora sueca
- Gábor Reisz, cineasta hongarès
- Valia Santella, cineasta italiana

### PremiLuigi de Laurentisa la pel·lícula debut
- Gianni Canova, crític de cinema italià i rector de la IULM Universitat de Milà - President del jurat[10]
- Ricky D’Ambrose, cineasta estatunidenc
- Bárbara Paz, actriu, cineasta, artista visual i productora brasilera
- Taylor Russell, actriu canadenca
- Jacob Wong, comissari del festival de cinema de Hong Kong i director del mercat de projectes

### Clàssics de Venècia
- Renato De Maria, cineasta italià - President del jurat[11]

### Venècia immersiva
- Celine Daemen, directora holandesa d'art transdisciplinari - Presidenta del jurat[12]
- Marion Burger, dissenyadora de producció i directora francesa
- Adriaan Lokman, artista holandès

## Selecció Oficial

### En competició (Venezia 81)
Les següents pel·lícules van ser seleccionades per a la principal competició internacional:
| Títol original                | Director(s)                        | País de producció                                  |
| ----------------------------- | ---------------------------------- | -------------------------------------------------- |
| Leurs enfants après eux       | Ludovic i Zoran Boukherma          | França                                             |
| Ap'rili (აპრილი)              | Dea Kulumbegashvili                | Geòrgia, França, Itàlia                            |
| Babygirl                      | Halina Reijn                       | Estats Units                                       |
| Campo di Battaglia            | Gianni Amelio                      | Itàlia                                             |
| The Brutalist                 | Brady Corbet                       | Estats Units, Regne Unit, Hongria                  |
| Diva Futura                   | Giulia Steigerwalt                 | Itàlia                                             |
| Harvest                       | Athina Rachel Tsangari             | Regne Unit, Alemanya, Grècia, França, Estats Units |
| Ainda Estou Aqui              | Walter Salles                      | Brasil, França                                     |
| Joker: Folie à Deux           | Todd Phillips                      | Estats Units                                       |
| El jockey                     | Luis Ortega                        | Argentina, Mèxic, Espanya, Dinamarca, Estats Units |
| Kjærlighet                    | Dag Johan Haugerud                 | Noruega                                            |
| Maria                         | Pablo Larraín                      | Itàlia, Alemanya                                   |
| The Order                     | Justin Kurzel                      | Canadà                                             |
| Queer                         | Luca Guadagnino                    | Itàlia, Estats Units                               |
| Jouer avec le feu             | Delphine i Muriel Coulin           | França                                             |
| The Room Next Door            | Pedro Almodóvar                    | Espanya                                            |
| Iddu - L'ultimo padrino       | Fabio Grassadonia i Antonio Piazza | Itàlia, França                                     |
| Stranger Eyes 默视录          | Yeo Siew Hua                       | Singapur, Taiwan, França, Estats Units             |
| Trois Amies                   | Emmanuel Mouret                    | França                                             |
| Vermiglio                     | Maura Delpero                      | Itàlia, França, Bèlgica                            |
| Youth (Homecoming) 青春（归） | Wang Bing                          | França, Luxemburg, Països Baixos                   |

### Fora de competició
Les següents pel·lícules van ser seleccionades per ser projectades fora de competició:
| Títol original                                         | Director(s)                                                   | País de producció                                              |        |
| Ficció                                                 | Ficció                                                        | Ficció                                                         | Ficció |
| ------------------------------------------------------ | ------------------------------------------------------------- | -------------------------------------------------------------- | ------ |
| Baby Invasion                                          | Harmony Korine                                                | Estats Units                                                   |        |
| Beetlejuice Beetlejuice (pel·lícula d’apertura)        | Tim Burton                                                    | Estats Units, Regne Unit                                       |        |
| Broken Rage                                            | Takeshi Kitano                                                | Japó                                                           |        |
| Cloud クラウド                                         | Kiyoshi Kurosawa                                              | Japó                                                           |        |
| Finalement                                             | Claude Lelouch                                                | França                                                         |        |
| Horizon: An American Saga – Chapter 1                  | Kevin Costner                                                 | Estats Units                                                   |        |
| Horizon: An American Saga – Chapter 2                  | Kevin Costner                                                 | Estats Units                                                   |        |
| Il tempo che ci vuole                                  | Francesca Comencini                                           | Itàlia, França                                                 |        |
| Maldoror                                               | Fabrice Du Welz                                               | Bèlgica, França                                                |        |
| L'orto americano (pel·lícula de clausura)              | Pupi Avati                                                    | Itàlia                                                         |        |
| Phantosmia                                             | Lav Diaz                                                      | Filipines                                                      |        |
| Wolfs                                                  | Jon Watts                                                     | Estats Units                                                   |        |
| No ficció                                              |                                                               |                                                                |        |
| 2073                                                   | Asif Kapadia                                                  | Regne Unit                                                     |        |
| Apocalipse nos Trópicos                                | Petra Costa                                                   | Brasil, Estats Units, Dinamarca                                |        |
| Bestiari, erbari, lapidari                             | Massimo d’Anolfi i Martina Parenti                            | Itàlia, Suïssa                                                 |        |
| Israel Palestina pa Svensk TV 1958-1989                | Göran Hugo Olsson                                             | Suècia, Finlàndia, Dinamarca                                   |        |
| One to One: John & Yoko                                | Kevin Macdonald i Sam Rice-Edwards                            | Regne Unit                                                     |        |
| 'Riefenstahl                                           | Andres Veiel                                                  | Alemanya                                                       |        |
| Russians at War                                        | Anastasia Trofimova                                           | França, Canadà                                                 |        |
| Separated                                              | Errol Morris                                                  | Estats Units, Mèxic                                            |        |
| Pisni Zemli, Shcho Povilno                             | Olha Zhurba                                                   | Ucraïna, Dinamarca, Suècia, França                             |        |
| TWST / Things We Said Today                            | Andrei Ujică                                                  | França, Romania                                                |        |
| Why War                                                | Amos Gitai                                                    | França, Suïssa                                                 |        |
| Sèries                                                 |                                                               |                                                                |        |
| Disclaimer (7 episodis)                                | Alfonso Cuarón                                                | Regne Unit, Estats Units                                       |        |
| Los años nuevos (10 episodis)                          | Rodrigo Sorogoyen, Sandra Romero i David Martín de los Santos | Espanya                                                        |        |
| Familier Som Vores (7 episodis)                        | Thomas Vinterberg                                             | Dinamarca, França, Suècia, Txèquia, Bèlgica, Noruega, Alemanya |        |
| M. Il figlio del secolo (8 episodis)                   | Joe Wright                                                    | Itàlia, França                                                 |        |
| Curtmetratges                                          |                                                               |                                                                |        |
| Allégorie Citadine                                     | Alice Rohrwacher i JR                                         | França                                                         |        |
| Se posso permettermi: Capitolo II                      | Marco Bellocchio                                              | Itàlia                                                         |        |
| Projeccions especials                                  |                                                               |                                                                |        |
| Beauty Is Not a Sin (curt)                             | Nicolas Winding Refn                                          | Itàlia, Dinamarca                                              |        |
| Leopardi. Il poeta dell'infinito                       | Sergio Rubini                                                 | Itàlia                                                         |        |
| Master and Commander: The Far Side of the World (2003) | Peter Weir                                                    | Estats Units                                                   |        |

### Orizzonti
Les següents pel·lícules van ser seleccionades al concurs principal Orizzonti:
| Títol original                     | Director(s)                 | País de producció                                    |
| ---------------------------------- | --------------------------- | ---------------------------------------------------- |
| Aïcha                              | Mehdi Barsaoui              | Tunísia, França, Itàlia, Aràbia Saudita, Qatar       |
| L’Attachement                      | Carine Tardieu              | França, Bèlgica                                      |
| Carissa                            | Jason Jacobs i Delmar Devon | Sud-àfrica                                           |
| Diciannove                         | Giovanni Tortorici          | Itàlia, Regne Unit                                   |
| Familia                            | Francesco Costabile         | Itàlia                                               |
| Familiar Touch                     | Sarah Friedland             | Estats Units                                         |
| Nonostante (pel·lícula d'apertura) | Valerio Mastandrea          | Itàlia                                               |
| Happyend                           | Neo Sora                    | Japó, Estats Units                                   |
| Happy Holidays ينعاد عليكو         | Scandar Copti               | Palestina, França, Alemanya, Itàlia, Qatar           |
| Marco, the Invented Truth          | Jon Garaño i Aitor Arregi   | Espanya                                              |
| Mistress Dispeller 以爱之名        | Elizabeth Lo                | R.P. de la Xina, Estats Units                        |
| Mon Inséparable                    | Anne-Sophie Bailly          | França                                               |
| Anul Nou care n-a fost             | Bogdan Mureșanu             | Romania, Sèrbia                                      |
| Al Klavim Veanashim                | Dani Rosenberg              | Israel, Itàlia                                       |
| Hemme’nin Öldügü Günlerden Biri    | Murat Fıratoğlu             | Turquia                                              |
| Pavements                          | Alex Ross Perry             | Estats Units                                         |
| Pooja, Sir                         | Deepak Rauniyar             | Nepal, Estats Units, Noruega                         |
| Quiet Life                         | Alexandros Avranas          | França, Alemanya, Suècia, Grècia, Estònia, Finlàndia |
| Wishing on a Star                  | Peter Kerekes               | Itàlia, Croàcia, Àustria, Eslovàquia, Txèquia        |

#### OrizzontiExtra
Les següents pel·lícules van ser seleccionades a la secció Orizzonti Extra:
| Títol original                             | Director(s)                           | País de producció      |
| ------------------------------------------ | ------------------------------------- | ---------------------- |
| After Party                                | Vojtĕch Strakatý                      | Txèquia                |
| Gecenin Kıyısı                             | Türker Süer                           | Alemanya, Turquia      |
| King Ivory                                 | John Swab                             | Estats Units           |
| Le Mohican                                 | Frédéric Farrucci                     | França                 |
| Al Bahs an Manfaz i Khoroug al Sayed Rambo | Khaled Mansour                        | Egipte, Aràbia Saudita |
| September 5 (pel·lícula d'apertura)        | Tim Fehlbaum                          | Alemanya               |
| La storia del Frank e della Nina           | Paola Randi                           | Itàlia, Suècia         |
| Vittoria                                   | Alessandro Cassigoli i Casey Kauffman | Itàlia                 |
| Shahed                                     | Nader Saeivar                         | Alemanya, Àustria      |

#### Concurs Internacional de CurtmetratgesOrizzonti
Les següents pel·lícules van ser seleccionades per competir pel premi Orizzonti al millor curtmetratge, atorgat pel jurat de la secció Orizzonti:
| Títol original              | Director(s)                                        | País de producció                 |
| --------------------------- | -------------------------------------------------- | --------------------------------- |
| Nime Baz, Nime Basteh       | Atefeh Jalali                                      | Iran                              |
| Neredeyse Kesínlíkle Yanlis | Cansu Baydar                                       | Turquia                           |
| Il Burattino e la Balena    | Roberto Catani                                     | França, Itàlia                    |
| James                       | Andres Rodríguez                                   | Guatemala, Mèxic                  |
| Marion                      | Joe Weiland i Finn Constantine                     | França, Regne Unit                |
| Moon Lake                   | Jeannie Sui Wonders                                | Estats Units                      |
| Minha Mãe é uma Vaca        | Moara Passoni                                      | Brasil                            |
| O                           | Rúnar Rúnarsson                                    | Islàndia, Suècia                  |
| The Poison Cat 毒药猫       | Tian Guan                                          | R.P. de la Xina                   |
| René Va Alla Guerra         | Mariachiara Pernisa, Luca Ferri i Morgan Menegazzo | Itàlia, Eslovènia                 |
| Shadows                     | Rand Beiruty                                       | França, Jordània                  |
| Three Keenings              | Oliver McGoldrick                                  | Regne Unit, Irlanda, Estats Units |
| Who Loves the Sun           | Arshia Shakiba                                     | Canadà                            |
| Fora de competició          |                                                    |                                   |
| F II - Lo Stupore del Mondo | Alessandro Rak                                     | Itàlia                            |

### Venice Classics
Venice Classics és la secció que des de l'any 2012 presenta projeccions en estrena mundial al Festival de Cinema de Venècia de restauracions de clàssics del cinema realitzades durant l'últim any per arxius cinematogràfics, institucions culturals i productores d'arreu del món. La secció sol presentar també una selecció de documentals sobre cinema. El director i guionista Renato De Maria presidirà el jurat d'estudiants de cinema que, per onzè any, atorgarà els premis dels clàssics de Venècia dels respectius concursos a la millor pel·lícula restaurada i al millor documental sobre cinema. El jurat presidit estarà format per 24 alumnes. Les següents pel·lícules van ser seleccionades a la secció:
| Títol original                                                    | Director(s)                     | País de producció                | Restaurat per                                     |                         |
| Pel·lícules restaurades                                           | Pel·lícules restaurades         | Pel·lícules restaurades          | Pel·lícules restaurades                           | Pel·lícules restaurades |
| ----------------------------------------------------------------- | ------------------------------- | -------------------------------- | ------------------------------------------------- | ----------------------- |
| The Big Heat (1953)                                               | Fritz Lang                      | Estats Units                     | Sony Pictures Entertainment                       |                         |
| Bend of the River (1952)                                          | Anthony Mann                    | Estats Units                     | Universal Pictures / The Film Foundation          |                         |
| Blood and Sand (1941)                                             | Rouben Mamoulian                | Estats Units                     | Walt Disney Studios / The Film Foundation         |                         |
| Ecce bombo (1978)                                                 | Nanni Moretti                   | Itàlia                           | Centro Sperimentale di Cinematografia             |                         |
| Jeux Interdits (1952)                                             | René Clément                    | França                           | StudioCanal                                       |                         |
| Ghatashraddha (1977)                                              | Girish Kasaravalli              | Índia                            | The Film Foundation                               |                         |
| Les Flocons d'or (1976)                                           | Werner Schroeter                | West Alemanya, França            | Filmmuseum Düsseldorf / Filmmuseum München        |                         |
| L'oro di Napoli (1954)                                            | Vittorio De Sica                | Itàlia                           | Cinecittà / Filmauro                              |                         |
| His Girl Friday (1940)                                            | Howard Hawks                    | Estats Units                     | Sony Pictures Entertainment                       |                         |
| A Hora e a Vez de Augusto Matraga (1965)                          | Roberto Santos                  | Brasil                           | LC Barreto Produções Cinematográficas             |                         |
| Manji 卍 (1964)                                                   | Yasuzô Masumura                 | Japó                             | Kadokawa Corporation                              |                         |
| Tokyo senso senyo hiwa 東京戦争戦後秘話 (1970)                    | Nagisa Ôshima                   | Japó                             | Oshima Productions LTD                            |                         |
| Model (1980)                                                      | Frederick Wiseman               | Estats Units                     | Zipporah Films                                    |                         |
| La Notte (1961)                                                   | Michelangelo Antonioni          | Itàlia, França                   | Centro Sperimentale di Cinematografia             |                         |
| The Mahabharata (1989)                                            | Peter Brook                     | França, Regne Unit, Estats Units | Brook Productions                                 |                         |
| La Peau douce (1964)                                              | François Truffaut               | França                           | mk2 Films                                         |                         |
| Travolti da un insolito destino nell'azzurro mare d'agosto (1974) | Lina Wertmüller                 | Itàlia                           | Fondazione Cineteca di Bologna / Minerva Pictures |                         |
| Pusher (1996)                                                     | Nicolas Winding Refn            | Dinamarca                        | byNWR                                             |                         |
| Documentals sobre Cinema                                          |                                 |                                  |                                                   |                         |
| Carlo Mazzacurati - Una Certa Idea di Cinema                      | Enzo Monteleone i Mario Canale  | Itàlia                           | Itàlia                                            |                         |
| Chain Reactions                                                   | Alexander Philippe              | Estats Units                     | Estats Units                                      |                         |
| Constel·lació Portabella                                          | Claudio Zulian                  | Espanya                          | Espanya                                           |                         |
| Le Cinéma de Jean-Pierre Léaud                                    | Cyril Leuthy                    | França                           | França                                            |                         |
| From Darkness to Light                                            | Michael Lurie and Eric Friedler | Estats Units, Alemanya           | Estats Units, Alemanya                            |                         |
| “I will Revenge this World with Love” Sergej Paradjanov           | Zara Jian                       | Armènia, França                  | Armènia, França                                   |                         |
| Wa Ada Maroun Ila Beirut                                          | Feyrouz Serhal                  | Qatar, Líban                     | Qatar, Líban                                      |                         |
| Miyazaki, L'Esprit de la Nature                                   | Leo Favier                      | França                           | França                                            |                         |
| Volonté - L’Uomo dai Mille Volti                                  | Francessco Zippel               | Itàlia                           | Itàlia                                            |                         |

### Venècia immersiva
El Venice Immersive està totalment dedicat als mitjans immersius i inclou tots els mitjans d'expressió creativa XR, des de vídeos de 360° fins a obres XR de qualsevol durada, incloses instal·lacions i mons virtuals. Els projectes següents van ser seleccionats per a la secció XR - Extended Reality de la La Biennal di Venezia:

#### En Competició
| Títol original                                                 | Director(s)                                                                                              | País de producció                   |
| -------------------------------------------------------------- | --- | ----------------------------------- |
| Address Unknown: Fukushima Now 住所不明：福島今                | Arif Khan                                                                                                | Japó, Estats Units, Taiwan          |
| All I Know About Teacher Li                                    | Zhuzmo                                                                                                   | Estats Units                        |
| The Art of Change                                              | Simone Fougnier i Vincent Rooijers                                                                       | Itàlia, Països Baixos, Estats Units |
| A Simple Silence                                               | Craig Quintero                                                                                           | Taiwan                              |
| Une Eau la Nuit                                                | Chélanie Beaudin-Quintin i Caroline Laurin-Beaucage                                                      | Canadà                              |
| Ceci est Mon Coeur                                             | Stéphane Hueber-Blies i Nicolas Blies                                                                    | Luxemburg, Canadà, França           |
| Champ de Bataille                                              | François Vautier                                                                                         | França, Bèlgica, Luxemburg          |
| Fragile Home                                                   | Ondrej Moravec i Victoria Lopukhina                                                                      | Txèquia                             |
| Free ur Head 放開你的頭腦                                      | Tung-Yen Chou                                                                                            | Taiwan                              |
| The Guardians of Jade Mountain 玉山守護者                      | Hayoun Kwon                                                                                              | França, Taiwan                      |
| Impulse: Playing with Reality                                  | Barry Gene Murphy i May Abdalla                                                                          | Regne Unit, França                  |
| In the Realm of Ripley                                         | Soo Eung Chuck Chae, Eun Jung Chae                                                                       | Corea del Sud                       |
| Ito Meikyu                                                     | Boris Labbé                                                                                              | França, Luxemburg                   |
| Mamie Lou                                                      | Isabelle Andreani                                                                                        | França, Luxemburg                   |
| Mammary Mountain                                               | Tara Baoth Mooney, Camille C. Baker i Maf'j Alvarez                                                      | Regne Unit, Irlanda                 |
| Mobile Suit Gundam: Silver Phantom 機動戦士ガンダム 銀灰の幻影 | Kenichi Suzuki                                                                                           | Japó, França, Estats Units          |
| Oto's Planet                                                   | Gwenael François                                                                                         | Luxemburg, Canadà, França           |
| Žaisti Gyvenima                                                | Zilvinas Naujokas, Vilius Petrauskas, Mantas Pronckus, Donatas Ulvydas, Algis Krisciunas i Darius Zickus | Lituània                            |
| Project: Lost Worlds                                           | Fins | Estats Units                        |
| Project_Y: Working Title                                       | Yuzo Sugano, Shingo Yoshimura, Toshiki Sakamoto and Taro Hirai                                           | Japó                                |
| Pudica                                                         | Keisuke Itoh                                                                                             | Japó                                |
| Rencontres 漫步源雨㵵                                          | Mathieu Pradat                                                                                           | França, Taiwan                      |
| Strangeways                                                    | Adam Lieber i Chris Bianchi                                                                              | Regne Unit, Sud-àfrica, Malta       |
| Symbiosis /\ Dybiosis: Sentience                               | Tosca Terán, Brenda Lehman, Andrei Gravelle i Sven Steffens                                              | Canadà, Alemanya, Xile              |
| Uncanny Alley: A New Day                                       | Stephen Buchko i Rick Treweek                                                                            | Estats Units, Sud-àfrica            |
| Un Soir Avec les Impressionnistes, Paris 1874                  | Pierre Gable                                                                                             | França                              |

#### Fora de competició
L'espai fora de competició de Venècia Immersiva presenta una selecció internacional d'obres que s'han estrenat o estrenat en altres llocs des de l'última edició del Festival Internacional de Cinema de Venècia:
| Títol original                                  | Director(s)                                                                  | País de producció                          |                     |
| Best of Experiences                             | Best of Experiences                                                          | Best of Experiences                        | Best of Experiences |
| ----------------------------------------------- | ---------------------------------------------------------------------------- | ------------------------------------------ | ------------------- |
| Turbulence: Jamais Vu                           | Ben Joseph Andrews, Emma Roberts                                             | Austràlia                                  |                     |
| What If...? - An Immersive Story                | Dave Bushore                                                                 | Estats Units                               |                     |
| 40 Dias Sem o Sol                               | Joao Furia                                                                   | Brasil                                     |                     |
| Nightmara: episodi 3                            | Gianpaolo Gonzalez                                                           | Estats Units                               |                     |
| Astra                                           | Eliza McNitt                                                                 | França, Estats Units                       |                     |
| Adventure                                       | Charlotte Mikkelborg, Elliot Graves                                          | Regne Unit                                 |                     |
| Riven                                           | Rand Miller, Richard Vander Wende, Hannah Gamiel, Eric Anderson, Tony Fryman | Estats Units                               |                     |
| Museum Alive Immersive with David Attenborough  | Bhaumik Patel                                                                | Regne Unit                                 |                     |
| Telos I                                         | Emil Dam Seidel, Dorotea Saykaly                                             | Canadà, Suècia, Dinamarca, Regne Unit      |                     |
| The 7th Guest VR                                | Paul van der Meer                                                            | Països Baixos                              |                     |
| Best of Worlds                                  |                                                                              |                                            |                     |
| ․⁄ Complication                                 | Ende                                                                         | N/D                                        |                     |
| Chromatic Frequency                             | Axinovium                                                                    | N/D                                        |                     |
| Concrete - Pale Sands                           | May ~ and jerk                                                               | N/D                                        |                     |
| Eccentic Rooms                                  | suzuki_i                                                                     | N/D                                        |                     |
| Endless Residents Super Ultra Deluxe Edition    | Spencer Filson                                                               | N/D                                        |                     |
| Exoplanet Journey                               | Niko                                                                         | N/D                                        |                     |
| Finishing Tough - Art Studio & Gallery          | Mixie!                                                                       | N/D                                        |                     |
| Like a Canvas                                   | haruki_haru                                                                  | N/D                                        |                     |
| Liminal Dreams: The Poolrooms                   | ∗Lotus∗                                                                      | N/D                                        |                     |
| Magic AI-Art: Dimensions                        | Niko∗                                                                        | N/D                                        |                     |
| Magnetizse                                      | Juice...                                                                     | N/D                                        |                     |
| Mormoverse: Under the Pillow                    | GeorgyMolodtsov                                                              | N/D                                        |                     |
| Overview Effect Experience                      | The Shushu                                                                   | N/D                                        |                     |
| Phatta                                          | Sumeru                                                                       | N/D                                        |                     |
| Polyrhythm                                      | SkyeSage                                                                     | N/D                                        |                     |
| Sanctum                                         | Muzz, ju.no                                                                  | N/D                                        |                     |
| Smew Brush!                                     | Smew                                                                         | N/D                                        |                     |
| Sanctum                                         | Muzz, ju.no                                                                  | N/D                                        |                     |
| SNR Labs: Test Facility                         | A://DDOS                                                                     | N/D                                        |                     |
| Suku                                            | durk@work                                                                    | N/D                                        |                     |
| VRC Museum                                      | Ectique                                                                      | N/D                                        |                     |
| Biennale College Cinema Immersive               |                                                                              |                                            |                     |
| Bellow Deck                                     | Martina Mahlknecht i Martin Prinoth                                          | Alemanya, Itàlia                           |                     |
| Duchampiana                                     | Lilian Hess                                                                  | França, Alemanya                           |                     |
| Earths to Come                                  | Rose Bond                                                                    | Estats Units                               |                     |
| Echoes of Ash Valley                            | Shu Zhu                                                                      | Estats Units                               |                     |
| Garden Alchemy                                  | Michelle Kranot i Uri Kranot                                                 | Dinamarca                                  |                     |
| The Gossips's Chronicles                        | Corinne Mazzoli                                                              | Itàlia                                     |                     |
| Somewhere Unknown in Indochina 中南半島未知某處 | Asio Chihsiung Liu and Feng Ting Tsou                                        | Taiwan, Bèlgica, Canadà, Vietnam, Cambodja |                     |

### Biennale College - Cinema
Les següents pel·lícules van ser seleccionades per a la secció Biennale College - Cinema.
| Títol original    | Director(s)       | País de producció |
| ----------------- | ----------------- | ----------------- |
| The Fisherman     | Zoey Martinson    | Ghana             |
| Medovyi Misiats   | Zhanna Ozirna     | Ucraïna           |
| Január 2          | Zsófia Szilágyi   | Hongria           |
| Il mio compleanno | Christian Filippi | Itàlia            |

### Final Cut in Venice
Final Cut in Venice és el programa del festival que ofereix des de l'any 2013 suport en la realització de pel·lícules de països d'Àfrica i Orient Mitjà. Les set següents pel·lícules en procés han estat seleccionades per a la 12a edició de Final Cut in Venice:
| Títol original                  | Director(s)              | País de producció                              |        |
| Ficció                          | Ficció                   | Ficció                                         | Ficció |
| ------------------------------- | ------------------------ | ---------------------------------------------- | ------ |
| Aisha la tastaea al tayran      | Morad Mostafa            | Egipte, Tunísia, Aràbia Saudita, Qatar, França |        |
| In This Darkness I See You      | Nadim Tabet              | Líban, França, Qatar, Aràbia Saudita           |        |
| My Father’s Scent               | Mohamed Siam             | Egipte, Noruega, Aràbia Saudita, Qatar, França |        |
| O Profeta                       | Ique Langa               | Moçambic, Sud-àfrica                           |        |
| Docuficció                      |                          |                                                |        |
| Ancestral Visions of the Future | Lemohang Jeremiah Mosese | França, Alemanya, Lesotho                      |        |
| Your Daughter                   | Sara Shazli              | Egipte                                         |        |
| Documental                      |                          |                                                |        |
| Ceux qui veillent               | Karima Saidi             | Bèlgica, França, Qatar                         |        |

## Seccions independents

### Giornate degli Autori
Les següents pel·lícules van ser seleccionades per ser projectades a Giornate degli Autori (Dies de Venècia):

#### Selecció principal
Les dues primeres projeccions de Antikvariati de Rusudan Glurjidze es van cancel·lar arran d'un decret d'urgència emès pel Tribunal de Venècia sobre una disputa sobre drets d'autor. La resta de cribratge es va dur a terme després que la secció hagi presentat una reconvenció i el tribunal autoritzés la projecció.
| Títol original                                                 | Director(s)                 | País de producció              |               |
| En Competició                                                  | En Competició               | En Competició                  | En Competició |
| -------------------------------------------------------------- | --------------------------- | ------------------------------ | ------------- |
| Alpha.                                                         | Jan-Willem Van Ewijk        | Països Baixos                  |               |
| Antikvariati                                                   | Rusudan Glurjidze           | Geòrgia                        |               |
| Selon Joy                                                      | Camille Lugan               | França                         |               |
| Boomerang                                                      | Shahab Fotouhi              | Iran                           |               |
| Manas                                                          | Marianna Brennand           | Brasil                         |               |
| Sanatorium Under the Sign of the Hourglass                     | Stephen Quay i Timothy Quay | Regne Unit                     |               |
| Sugar Island                                                   | Johanné Gómez Terrero       | República Dominicana           |               |
| Super Happy Forever                                            | Kohei Igarashi              | Japó                           |               |
| Taxi Monamour                                                  | Ciro De Caro                | Itàlia                         |               |
| To Kill a Mongolian Horse 一匹白马的热梦                       | Jiang Xiaoxuan              | Mònaco                         |               |
| Fora de competició – Esdeveniments especials                   |                             |                                |               |
| Basileia (pel·lícula de clausura)                              | Isabella Torre              | Itàlia                         |               |
| Kora                                                           | Cláudia Varejão             | Brasil                         |               |
| Coppia Aperta Quasi Spalancata(pel·lícula d'apertura)          | Federica Di Giacomo         | Itàlia                         |               |
| Peaches Goes Bananas                                           | Marie Losier                | França, Bèlgica                |               |
| Mogucnost Raja                                                 | Mladen Kovačević            | Sèrbia                         |               |
| Alma del desierto                                              | Mónica Taboada-Tapia        | Colòmbia, Brasil               |               |
| Soudan, Souviens-Toi                                           | Hind Meddeb                 | França, Tunísia, Qatar, Itàlia |               |
| Miu Miu Women's Tales                                          |                             |                                |               |
| #27 I Am the Beauty of Your Beauty, I Am the fear of Your Fear | Tan Chui Mui                | Malàisia, Itàlia               |               |
| #28 The Miu Miu Affaire                                        | Laura Citarella             | Argentina                      |               |

#### Nit Venecianes (Notti Veneziane)
| Títol original                                  | Director(s)         | País de producció |
| ----------------------------------------------- | ------------------- | ----------------- |
| A Man Fell                                      | Giovanni C. Lorusso | Itàlia            |
| Bosco Grande                                    | Giuseppe Schillaci  | França            |
| Desert Suite                                    | Fabrizio Ferraro    | Itàlia            |
| L’Occhio Della Gallina                          | Antonietta De Lillo | Itàlia            |
| La Scommessa – Una Notte in Corsia              | Giovanni Dota       | Itàlia            |
| Tenga Duro Signorina! Isabella Ducrot Unlimited | Monica Stambrini    | Itàlia            |
| Quasi a Casa                                    | Carolina Pavone     | Itàlia            |
| Sempre                                          | Luciana Fina        | Portugal          |
| Vakhim                                          | Francesca Pirani    | Itàlia            |

### 39. Settimana Internazionale della Critica
La selecció està comissariada per la delegada general de la Setmana de la Crítica de Venècia Beatrice Fiorentino juntament amb els membres del comitè de selecció: Enrico Azzano, Chiara Borroni, Ilaria Feole i Federico Pedroni. Les següents pel·lícules van ser seleccionades per a les seccions de la Setmana Internacional de la Crítica:

#### Selecció principal
| Títol original                               | Director(s)       | País de producció                       |               |
| En Competició                                | En Competició     | En Competició                           | En Competició |
| -------------------------------------------- | ----------------- | --------------------------------------- | ------------- |
| Anywhere Anytime                             | Milad Tangshir    | Itàlia                                  |               |
| Mưa trên cánh bướm                           | Dương Diệu Linh   | Vietnam, Singapur, Filipines, Indonèsia |               |
| Homegrown                                    | Michael Premo     | Estats Units                            |               |
| No Sleep Till                                | Alexandra Simpson | Estats Units, Suïssa                    |               |
| Paul & Paulette Take A Bath                  | Jethro Massey     | Regne Unit                              |               |
| Peacock                                      | Bernhard Wenger   | Àustria, Alemanya                       |               |
| Moattar binanaa                              | Muhammed Hamdy    | Egipte, França, Tunísia                 |               |
| Fora de competició – Esdeveniments especials |                   |                                         |               |
| Planète B(pel·lícula d'apertura)             | Aude Léa Rapin    | França, Bèlgica                         |               |
| Little Jaffna (pel·lícula de clausura)       | Lawrence Valin    | França                                  |               |

#### SIC@SIC Short Italian Cinema

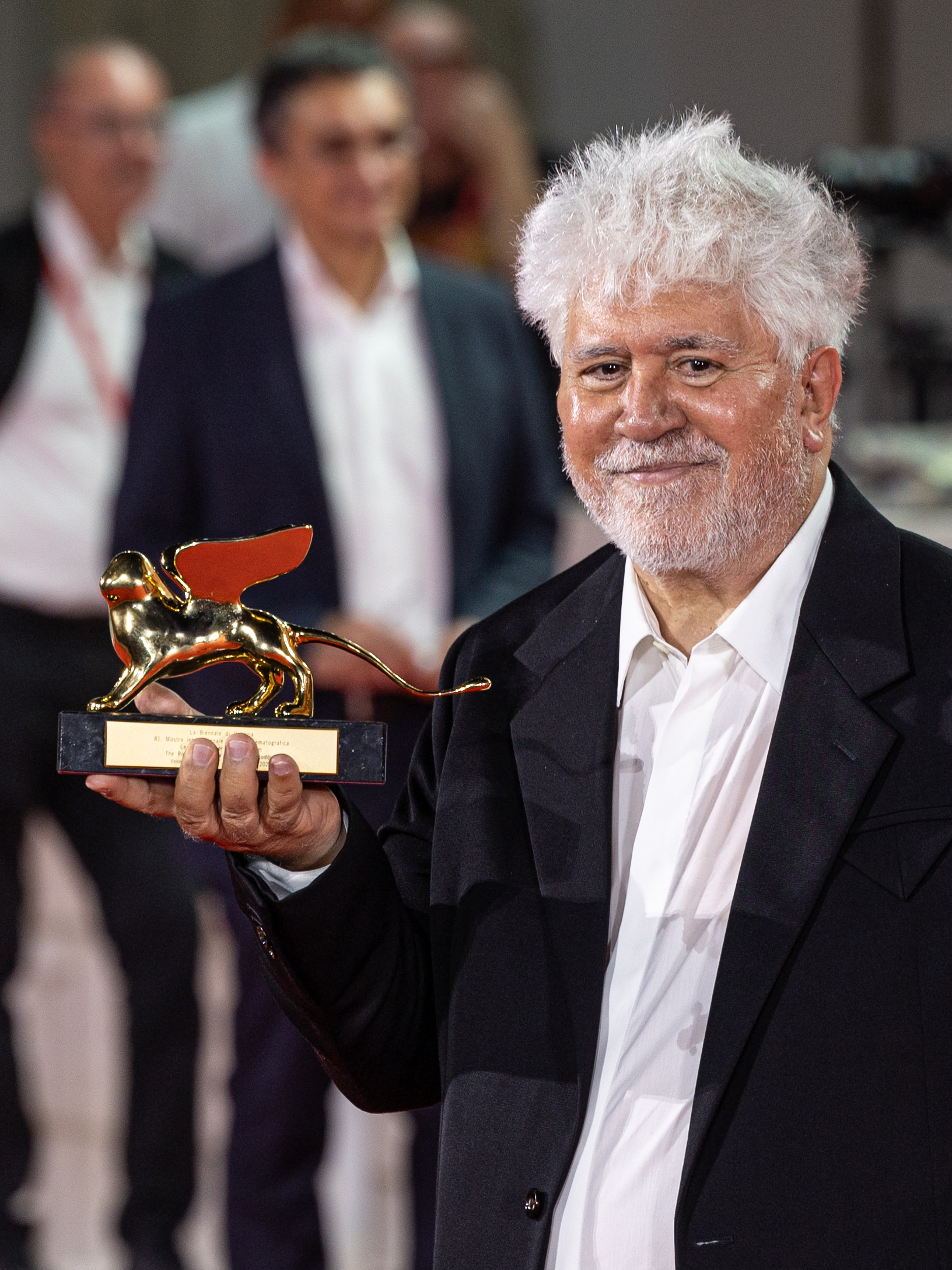
El cineasta espanyol Pedro Almodovar, guanyador del Lleó d'Or per The Room Next Door

| Títol original                                 | Director(s)       | País de producció |               |
| En competició                                  | En competició     | En competició     | En competició |
| ---------------------------------------------- | ----------------- | ----------------- | ------------- |
| At Least I Will Be 8 294 400 Pixel             | Marco Talarico    | Itàlia            |               |
| Nero argento                                   | Francesco Manzato | Itàlia            |               |
| Billi il cowboy                                | Fede Gianni       | Itàlia            |               |
| Phantom                                        | Gabriele Manzoni  | Itàlia            |               |
| Playing God                                    | Matteo Burani     | Itàlia, França    |               |
| Sans Dieu                                      | Alessandro Rocca  | Itàlia            |               |
| Things That My Best Friend Lost                | Marta Innocenti   | Itàlia            |               |
| Fora de competició – Esdeveniments especials   |                   |                   |               |
| Dark Globe (pel·lícula d'apertura)             | Donato Sansone    | Itàlia, França    |               |
| The Eggregores' Theory (pel·lícula d'apertura) | Andrea Gatopoulos | Itàlia            |               |
| Domenica sera(pel·lícula de clausura)          | Matteo Tortone    | Itàlia            |               |

## Premis oficials
En la 81a edició es van lliurar els següents premis oficials:

### Competició principal (Venezia 81)
- Lleó d'Or: The Room Next Door de Pedro Almodóvar
- Gran Premi del Jurat: Vermiglio de Maura Delpero
- Premi Especial del Jurat: Ap'rili de Dea Kulumbegashvili
- Lleó d'Argent: Brady Corbet per The Brutalist
- Copa Volpi per la millor interpretació femenina: Nicole Kidman per Babygirl
- Copa Volpi per la millor interpretació masculina: Vincent Lindon per Jouer avec le feu
- Osella d'Or al millor guió: Murilo Hauser i Heitor Lorega per Ainda Estou Aqui
- Premi Marcello Mastroianni: Paul Kircher per Leurs enfants après eux

### Lleó d'Or per la carrera
- Peter Weir[6]
- Sigourney Weaver[7]

### Orizzonti
- Millor pel·lícula: Anul Nou care n-a fost de Bogdan Mureșanu
- Millor director: Sarah Friedland per Familiar Touch
- Premi especial del Jurat: Hemme’nin Öldügü Günlerden Biri de Murat Fıratoğlu
- Millor actriu: Kathleen Chalfant per Familiar Touch
- Millor actor: Francesco Gheghi per Familia
- Millor guió: Scandar Copti per Happy Holidays
- Millor curtmetratge: Who Loves the Sun d’Arshia Shakiba

### Horitzons Extra (Orizzonti Extra)
- Premi del Públic: The Witness de Nader Saeivar

### Lleó del Futur
- Premi Luigi De Laurentis a la millor pel·lícula novell: Familiar Touch de Sarah Friedland

### Venice Classics
- Millor documental de cinema: Chain Reactions d’Alexander Philippe
- Millor pel·lícula restaurada: Ecce Bombo (1978) de Nanni Moretti, restaurada pel Centro Sperimentale di Cinematografia

### Venècia Immersiva
- Gran Premi: Ito Meikyu de Boris Labbé
- Premi especial del Jurat: Oto's Planet de Gwenael François
- Premi a l’assoliment: Impulse: Playing with Reality de Barry Gene Murphy i May Abdalla

### Premi Jaeger-LeCoultre Glory to the Filmmaker
- Claude Lelouch[31]

## Premis independents

### Giornate degli Autori
- Premi al Director de la GdA: Manas de Marianna Brennand Fortes[32]
- Premi Europa Cinemas Label: Alpha. de Jan-Willem van Ewijk
- Premi a la carrera Andrea Purgatori SIAE: Alice Rohrwacher[33]
- Premi al Talent Creatiu SIAE: Federica Di Giacomo

### Lleó Queer
- Alma del desierto de Mónica Taboada-Tapia[34]

### Premi Ambaixador d’Esperança
- King Ivory de John Swab

### Premi ARCA CinemaGiovani
- Millor pel·lícula of Venezia 81: The Brutalist de Brady Corbet
- Millor pel·lícula italiana a Venècia: Vittoria de Alessandro Cassigoli i Casey Kauffman

### Premi autors menors de 40 anys
- Millor direcció i guió: Jiang Xiaoxuan per To Kill a Mongolian Horse
- Millor direcció: (ex aequo)
  - Anne-Sophie Bailly per Mon Inséparable
  - Elizabeth Lo per Mistress Dispeller
- menció especial a la millor fotografia': Boróka Biró per Anul Nou care n-a fost

### Premi Brian
- The Room Next Door de Pedro Almodóvar

### Premi Casa Wabi – Mantarraya
- Familiar Touch de Sarah Friedland

### Premi CICT - UNESCO Enrico Fulchignoni
- The Fisherman de Zoey Martinson

### Premi Cinema & Arts
- Musa d'Or: Riefenstahl d'Andres Veiel
- Musa d'Or: Paul & Paulette Take a Bath de Jethro Massey
  - Menció especial dedicada a un artista multidisciplinari': Germans Quay

### Premi CinemaSarà
- The Brutalist de Brady Corbet
  - Menció especial: El jockey de Luis Ortega

### Premi Edipo Re
- El jockey de Luis Ortega
  - Menció especial: Sugar Island de Johanné Gómez Terrero
- Premi del Jurat Jove Ca' Foscari: Sugar Island de Johanné Gómez Terrero

### Premi Fondazione Fai Persona Lavoro Ambiente
- Peacock de Bernhard Wenger
  - Menció especial:
    - Sugar Island de Johanné Gómez Terrero (tractament de qüestions relacionades amb el treball)
    - Anywhere Anytime de Milad Tangshir (tractament de qüestions relacionades amb el treball)
    - The Mohican de Frédéric Farrucci (tractament de qüestions relacionades amb l'entorn social)

### Premi Fanheart3
- Graffetta d'Oro a la millor pel·lícula: Beetlejuice Beetlejuice de Tim Burton
- Nave d'Argento al millor OTP: Els personatges de Wolfs de Jon Watts
- XR Fan Experience: Uncanny Alley: A New Day de Stephen Buchko i Rick Treweek
  - XR Menció especial: Nightmara: episode 3 de Gianpaolo Gonzalez

### Premi FEDIC
- Vittoria d’Alessandro Cassigoli i Casey Kauffman
  - Menció especial a la millor pel·lícula: Familia de Francesco Costabile
  - Menció especial al millor curtmetratge: Playing God de Matteo Burani

### Premis FIPRESCI
- Millor pel·lícula de Venezia 81: The Brutalist de Brady Corbet
- Millor pel·lícula d’Orizzonti i seccions paral·leles: Anul Nou care n-a fost de Bogdan Mureşanu

### Premi Francesco Pasinetti
- Iddu - L'ultimo padrino de Fabio Grassadonia and Antonio Piazza
- Millor actriu: Romana Maggiora Vergano per Il tempo che ci vuole
  - Menció especial: El repartiment de Familia (Francesco Gheghi, Barbara Ronchi, Francesco Di Leva i Marco Cicalese)

### Premi Green Drop
- Vermiglio de Maura Delpero
- Ainda Estou Aqui de Walter Salles

### Premi ImpACT
- Jouer avec le feu de Delphine i Muriel Coulin

### Premi Interfilm
- Quiet Life d’Alexandros Avranas

### Premi Lanterna Magica
- The Story of Frank and Nina de Paola Randi

### Premi Leoncino d'Oro
- Jouer avec le feu de Delphine i Muriel Coulin
- Cinema per UNICEF: Familia de Francesco Costabile

### Premi Lizzani
- Iddu - L'ultimo padrino de Fabio Grassadonia i Antonio Piazza

### Premi NETPAC
- Mistress Dispeller diElizabeth Lo

### Premi NUOVOIMAIE Talents
- Millor nova jove actriu: Tecla Insolia per Familia
- Millor nova jove actriu: Martina Scrinzi per Vermiglio

### Premi La Pellicola d'Oro
- Millor disseny de vestuari: Antonella Bachini per Campo di Battaglia
- Millor electricista en cap: Kristian De Martiis per Vermiglio
- Millor Prop Maker: Italo Maurizi per Iddu - L'ultimo padrino

### Premio Speciale Film Impresa
- Anne-Sophie Bailly per Mon Inséparable

### Premi RB Casting
- Francesco Gheghi per Familia

### Premi SIGNIS
- Ainda Estou Aqui de Walter Salles

### "Premi Sorriso Diverso Venezia" XI Edició
- Millor pel·lícula italiana: Vermiglio de Maura Delpero
- Millor pel·lícual estrangera: Mon Inséparable de Anne-Sophie Bailly

### Premi Soundtrack Stars
- Millor banda sonora: Hildur Guðnadóttir per Joker: Folie à Deux
- Millor banda sonora: Colapesce per Iddu - L'ultimo padrino
  - Menció especial:
    - Fabio Massimo Capogrosso per Il tempo che ci vuole
    - CAM Sugar per la restauració de Travolti da un insolito destino nell'azzurro mare d'agosto

### Premi UNIMED
- Premi a la Diversitat Cultural: The Brutalist de Brady Corbet